# Ralph Ineson
Ralph Ineson, född 15 december 1969 i Leeds, är en brittisk skådespelare.
Ineson har bland annat medverkat i filmerna The Pope's Exorcist, Brahms: The Boy II och The Creator.

## Filmografi (i urval)
- 1995 – Den förste riddaren
- 2001–2003 – The Office (TV-serie)
- 2006–2007 – Suburban Shootout (TV-serie)
- 2010 – Harry Potter och dödsrelikerna – Del 1
- 2011 – Harry Potter och dödsrelikerna – Del 2
- 2014–2022 – Salvage Hunters (TV-serie)
- 2015 – The Witch
- 2017 – Star Wars: The Last Jedi
- 2018 – The Ballad of Buster Scruggs
- 2018 – Ready Player One
- 2019 – Chernobyl (miniserie) (TV-serie)
- 2020 – Brahms: The Boy II
- 2023 – The Pope's Exorcist
- 2023 – To Catch a Killer
- 2023 – The Creator
- 2024 – Nosferatu
- 2024 – Ember Manning: Fallet vid bryggan (TV-serie)
- 2024 – Ludwig – pusseldetektiven (TV-serie)
- 2025 – Frankenstein
- 2025 – Wolf King (TV-serie)